# Ctesios
Na mitologia grega, Ctesios ou Ktésios (em grego Κτήσιος) era um Daemon que personificava a proteção do lar e da propriedade. Era filho de Soter, a salvação, e Praxidice, exigir justiça, e irmão das Praxidices: Aretê, a virtude, Homonoia, a concórdia, e Calocagatia, a nobreza. Ambos, Ctesios e Soter, também foram epítetos de culto de Zeus.